# (40463) Frankkameny
(40463) Frankkameny est un astéroïde de la ceinture principale.

## Description
(40463) Frankkameny est un astéroïde de la ceinture principale. Il fut découvert le 15 septembre 1999 à Calgary par Gary W. Billings. Il présente une orbite caractérisée par un demi-grand axe de 2,78 UA, une excentricité de 0,18 et une inclinaison de 2,4° par rapport à l'écliptique.

## Compléments